# Atropizomerija
Atropizomeri su stereoizomeri koji su posledica otežane rotacije oko jednostruke veze. Kod njih je sterna barijera rotacije dovoljno visoka da omogući izolaciju konformera. Reč atropizomer je izvedena iz grč. a sa zanačenjem ne, i grč. tropos - okretanje. Ovo ime je formirao Kuhn 1933. Atropizomerizam privi put detektovao Kristi 1922. kod 6,6’-dinitro-2,2’-difenilne kiseline.
Po jednoj definiciji atropizomeri su konformeri koji prelaze jedan u drugi sa poluživotom dužim od 1000 sekundi na datoj temperaturi. Atropizomeri su klasa jedinjenja koja manifestuje aksijalnu hiralnost. Oni se razlikuju od drugih hiralnih jedinjenja po tome što su oni u termičkoj ravnoteži, dok druge forme hiralne izomerizacije imaju čisto strukturnu osnovu.
Najvažnija klasa atropizomera su biarili poput difenilne kiseline, koji su derivati bifenila sa kompletnim setom orto supstituenata. Drugi su dimeri naftalenskih derivata kao što je 1,1'-bi-2-naftol. Slično tome, sistemi alifatičnih prstena kao što su cikloheksani vezani jednostrukom vezom mogu da manifestuju atropizomerizam ukoliko su prisutni masivni supstituenti.
Primeri prirodnih atropizomera su vankomicin i nifolon, koji su nađeni u korenima Kniphofia Foliosa iz familije Asphodelaceae.

## Literatura
- Ernest L. Eliel; Samuel H. Wilen (1994). Stereochemistry of Organic Compounds (1 изд.). Wiley, John & Sons, Incorporated. ISBN 978-0-471-01670-0.
- Ernest L. Eliel; Samuel H. Wilen; Michael P. Doyle (21. 03. 2001). Basic Organic Stereochemistry (1st изд.). Wiley-Interscience. ISBN 978-0-471-37499-2.
- Kurt Martin Mislow Kurt Mislow (15. 01. 2003). Introduction to Stereochemistry. Dover Publications. ISBN 978-0-486-42530-6.
- D. Nasipuri (1994). Stereochemistry of Organic Compounds: Principles and Applications (2 изд.). South Asia Books. ISBN 978-81-224-0570-5.
- Kuhn R (1933). „Molekulare asymmetrie”. Stereochemie. Frendenberg, K. Ed.; Franz Deutike. стр. 803.